# Овча Могила
Овча Моги́ла (болг. Овча могила) — село у Великотирновській області Болгарії. Входить до складу общини Свиштов.

## Населення
За даними перепису населення 2011 року у селі проживали 1529 осіб.
Національний склад населення села:
| Національність   | Кількість осіб | Відсоток |
| ---------------- | -------------- | -------- |
| болгари          | 1322           | 91,7%    |
| турки            | 56             | 3,9%     |
| цигани           | 55             | 3,8%     |
| інша             | 3              | 0,2%     |
| не визначились   | 6              | 0,4%     |
| Всього відповіли | 1442           |          |

Розподіл населення за віком у 2011 році:
Динаміка населення: